# Hans-Heinrich-Hütte
Die Hans-Heinrich-Hütte war ein Hüttenwerk in Langelsheim, am Ausgang des Innerstetales aus dem Harz gelegen. Der Begriff Hans-Heinrich-Hütte wird gelegentlich noch immer für den heutigen Chemiestandort Innerstetal verwendet. 
Hier wurden von 1913 bis 1965 die Rammelsberger und ausländische Erze verhüttet. Zudem kamen zink- und bleihaltige Schlacken u. a. aus Halden anderer, wesentlich älterer Unterharzer Hüttenwerke (z. B. Frau-Sophien-Hütte, Herzog-Julius-Hütte) zum Einsatz. Hergestellt wurden im Wesentlichen Blei und Bleilegierungen, Zinkoxyd und Lithiumverbindungen. 1921 wurde die Hütte in den Konzern der Metallgesellschaft AG integriert. Im Jahr 1923 begann hier die Produktion des ersten technischen Lithiumcarbonats. 1965 endete der Hüttenbetrieb. Fortgeführt wurde unter anderem die schon im Zweiten Weltkrieg begonnene Produktion von Lithiumverbindungen. 
Heute wird der Standort als Chemiepark durch Albemarle betrieben. Weitere produzierende Unternehmen sind das BASF-Tochterunternehmen Chemetall, Synthomer und Kömmerling Chemische Fabrik, zudem ist hier ein Logistikunternehmen ansässig.